# Pedro Turull
Pedro Turull y Sallent (en catalán: Pere Turull i Sallent; Sabadell, 16 de octubre de 1796 - Ibídem, 4 de abril de 1869), conocido en Madrid como «el Rico Catalán», fue un empresario y político español.

## Biografía
Perteneciente a la familia Turull, una de las más antiguas y poderosas de Sabadell, en cuya ciudad consta su presencia desde el siglo XVI. Pedro contribuyó en gran medida a la transformación industrial de Sabadell con la introducción de la máquina de vapor en su empresa, Vapor Turull, que llegaría a ser la más importante del sector textil lanero de España. Durante la primera Guerra Carlista, fue capitán de la Milicia Nacional en Sabadell y después fue elegido diputado por el distrito de Granollers de la provincia de Barcelona en las elecciones de 1857 y mantuvo el escaño hasta 1863, pues fue reelegido en las elecciones de 1858. Además, desempeñó el cargo de alcalde de Sabadell en cuatro ocasiones entre 1838 y 1857.
En 1859, fundó junto a un grupo de empresarios la Caja de Ahorros de Sabadell, y promovió la creación de otras instituciones como el Instituto Industrial y el Círculo Sabadellés. En 1860, Isabel II visitó Sabadell y se hospedó en la casa de los Turull, hoy sede del Museo de Arte de Sabadell. La reina ofreció a Pedro Turull un título nobiliario, pero éste lo rechazó solicitando a cambio a la reina el reconocimiento de la ciudad de Sabadell como Muy Ilustre, lo que fue reconocido.
Fue padre del también político y empresario Pablo Turull y de María de la Concepción Turull y Comadrán, que se casó con Julián Casildo Arribas.